# Oneroa
Pour la circonscription électorale, voir Oneroa (circonscription).
Oneroa est un village des Îles Cook, situé sur l'île de Mangaia, un atoll surélevé localisé dans le sud de ce pays. Oneroa forme une circonscription électorale à part entière depuis 1981.
Il s'agit du principal village de l'île de Mangaia, avec une population de 249 habitants en 2013. Ceux-ci vivent essentiellement de la culture du taro (qui pousse sur une grande partie du makatea), de la fabrication de jus de noni, de l'élevage porcin et caprin et de la pêche.